# Северо-Кавказский нефтегазоносный бассейн
Северо-Кавказский нефтегазоносный бассейн — нефтегазоносный бассейн, расположен на территории Краснодарского, Ставропольского краев, республик Дагестан, Адыгея, Ингушетия, Кабардино-Балкария, Чеченская. Северо-Кавказский нефтегазоносный бассейн является старейшим и наиболее разведанным. История добычи нефти насчитывает более 150 лет.
Качество нефти высокое, нефть содержит большой процент бензиновых фракций, малосернистая с повышенным содержанием смол. На Северном Кавказе выделяют две нефтегазоносные области: Дагестанская и Грозненская. Основные месторождения нефти и газа: Малгобекское, Горагорское, Гудермесское. Дагестанская нефтегазоносная область тянется от побережья Каспийского моря на запад до Минеральных Вод. В южном направлении её границы проходят по предгорьям Большого Кавказа и охватывают территорию Северной Осетии, Ингушетии, Дагестана, Чеченской республики. Важнейшие месторождения Дагестана: Махачкалинское, Ачису, Избербашское. Самое крупное месторождение: Дагестанские Огни.
На Северо-Западном Кавказе расположены Ставропольская и Краснодарская нефтегазоносные области. В Ставропольском крае крупными месторождениями являются Северо-Ставропольское и Пелагиадинское. В Краснодарском крае - Ленинградское. В Республике Адыгея выделяется Майкопское месторождение.